# Issekutz Béla (farmakológus)
Erzsébetvárosi Issekutz Béla (Kőhalom, 1886. január 31. – Budapest, 1979. július 31.) Kossuth-díjas farmakológus, gyógyszervegyész, tudománytörténész, az orvostudomány doktora (1952). A korszerű magyarországi kísérletes farmakológia úttörő egyénisége, a gyógyszervegyészeti kutatások iskolateremtő alakja. 1939-től a Magyar Tudományos Akadémia levelező, 1945-től rendes tagja volt.

## Élete

### Családja
Az erdélyi örmény nemesi Issekutz (Iszikutzián) család leszármazottja.   
A család 1758-ban Mária Teréziától kapott nemességet, melyet Ferenc József is elismert és az erzsébetvárosi előnevet adományozta részükre. Édesapja dr. Issekutz Gyula törvényszéki bíró, édesanyja Zakariás Irma. Szülei az erdélyi Erzsébetvárosban születtek. Issekutz Hugó (1855–1915) farmakológus unokaöccse, ifj. Issekutz Béla (1912–1999) fiziológus és Issekutz Lívia (1918–1991) farmakológus apja.

### Iskolái
Középiskolai tanulmányait a kolozsvári kegyesrendi gimnáziumban végezte és 1903-ban tett érettségi vizsgát. Orvosi oklevelét 1908-ban szerezte meg a kolozsvári Ferenc József Tudományegyetemen. Már 1906-tól az egyetem gyógyszertani intézetében dolgozott Jakabházy Zsigmond vezetése alatt, előbb gyakornokként, később tanársegédként. 1914-ben Heidelbergben járt tanulmányúton, majd mint a gyógyszertan magántanára, 1919-től nyilvános rendkívüli tanára folytatta az oktatómunkát a kolozsvári egyetemen. A Szegedre költöző egyetemet követve 1921-ben megszervezte a szegedi Ferenc József Tudományegyetem gyógyszertani intézetét (tanszékét), amelynek a gyógyszertan nyilvános rendes tanáraként igazgatója (tanszékvezető tanára) lett. 1925–27-ben és 1936–37-ben az orvostudományi kar dékánja, az 1927/1928-as tanév második félévében az egyetem rektora volt. 1928-ban Berlinben és Hamburgban tett tanulmányutat.
1937-ben a budapesti Pázmány Péter Tudományegyetemen nevezték ki a gyógyszertan nyilvános rendes tanárává, s itt tanított 1962-es nyugdíjazásáig (időközben, 1951-ben az orvosi kar Budapesti Orvostudományi Egyetem néven önállósodott). Ezzel párhuzamosan 1937 és 1939 között az egyetemi gyógyszerismereti (farmakognóziai) intézet, 1939-től 1962-ig a gyógyszertani (farmakológiai) intézet igazgatója volt. 1943–1944-ben három féléven keresztül az orvostudományi kar dékánja, 1955–1962 között az orvostudományi egyetem tudományos rektorhelyettese volt.

## Munkássága
Kutatásai középpontjában az alkaloidok (például atropin), a hormonok (pl. tiroxin) vagy hormonhatású polipeptidek (pl. inzulin), a görcsoldó és izgatószerek hatásmechanizmusának farmakológiai vizsgálata állt. Az atropinnal kapcsolatos hatásvizsgálatai során kimutatta, hogy a kvaterner ammóniumvegyületek segítségével mérsékelhető az atropin központi idegrendszerre gyakorolt hatása, viszont az idegek közötti kémiai ingerületátvitel megbénításával növelhető a terápiás szempontból kedvező paraszimpatikolitikus hatás. Az inzulin endokrinológiai hatásmechanizmusának vizsgálata során bebizonyította, hogy növeli a májban a glikogén építését, vagyis gyorsítja a glikolízis folyamatát. A narkózissal, az emberi szervezet mérgekkel szembeni immunitásával és a hozzászokással, a rákos megbetegedések kemoterápiájával is foglalkozott.
Farmakognóziai és gyakorlati gyógyszerészeti (farmáciai) munkássága is jelentős, behatóan foglalkozott a gyógyszerek értékmeghatározásával. A Chinoin gyógyszervegyészeti gyárral együttműködve több gyógyszer kifejlesztése fűződik a nevéhez: az atropinvizsgálatai során kifejlesztett görcsoldó Novatropiné (1917), a higanyos vizelethajtó Novurité (1927), a szintén vízhajtó Perpariné (1931, 1972-ben törölve a gyógyszertörzskönyvből) és a vizelethajtó és vérnyomáscsökkentő Hypothiazidé (1959). Jakabházy Zsigmonddal 1913-ban írt famakognóziai tankönyve, majd 1951-ben írt farmakológiai-toxikológiai jegyzete évtizedeken keresztül alapvető egyetemi tankönyvnek számított a gyógyszerészképzésben. Először 1939-ben megjelent gyógyszerrendelési szakkönyvét 1969-ben leányával, Issekutz Líviával átdolgozta, s a később még három kiadást (1972, 1975, 1979) megért munka napjainkban is az orvostan- és gyógyszerészhallgatók, gyakorló orvosok és gyógyszerészek első számú gyógyszerészeti kézikönyve („az Issekutz”).
Idősebb korában szívesen foglalkozott a hazai gyógyszerészet és farmakológia történetével, monográfiája jelent meg a két Jancsó Miklósról. Átfogó gyógyszerészet-történeti monográfiája 1970-ben jelent meg németül.
1948–1962 között tagja volt az Orvostudományi Közlemények szerkesztőbizottságának, 1948-tól az Acta Physiologica, 1958-tól a Therapia Hungarica szakfolyóiratok főszerkesztője volt.

## Társasági tagságai és elismerései
1939-ben a Magyar Tudományos Akadémia levelező, 1945-ben rendes tagjává választották. 1948–1962 között az akadémiai Gyógyszerkutatási Bizottság, 1951–1953 között az V. (Orvosi Tudományok) Osztály elnöke volt. 1940-től 1962-ig az Egészségügyi Tudományos Tanács Gyógyszerkutatási és Törzskönyvezési Bizottságának elnöki tisztét töltötte be, majd az 1962-ben alakult Magyar Farmakológiai Társaság első elnöke, tiszteletbeli tagja lett. Több külföldi tudományos társaság beválasztotta tagjai közé, így 1921-től a Német Farmakológiai Társaság (Deutsche Gesellschaft für Pharmakologie), 1933-tól 1944-ig a bécsi biológiai társaság tagja volt.
Tudományos eredményei elismeréseként 1952-ben Kossuth-díjat, 1962-ben Semmelweis Ignác-, 1963-ban Jancsó Miklós-emlékérmet kapott, 1971-ben pedig a Szegedi Orvostudományi Egyetem tiszteletbeli doktora lett.

## Főbb művei
- Néhány anyag lélekzésre való hatásának összehasonlító vizsgálata, Kolozsvár, 1911
- A gyógyszerismeret kézikönyve, I–II. köt., Kolozsvár, 1913 (Jakabházy Zsigmonddal)
- A digitalis csoportba tartozó mérgek együttes hatásáról, Kolozsvár, 1913
- A gyógyszerek synergismusáról, Kolozsvár, 1913
- A digitalis hatás chemismusa, Kolozsvár, 1914
- Kísérleti adatok a tetanus gyógykezeléséhez, Kolozsvár, 1915
- A tropeinek és quaternaer ammoniumbasisaik hatásáról, Kolozsvár, 1916
- A narkosis elméletei, Kolozsvár, 1918
- A gyógyszerek rövid áttekintése, Budapest, 1926
- Gyógyszerrendelés, Budapest, 1931
- Gyógyszertan, méregtan és gyógyszerrendelés: Egyetemi tankönyv, Budapest, 1951
- Bevezetés a kísérletes gyógyszerhatástanba és vizsgáló módszereibe: Gyógyszerkutatással foglalkozó vegyészek részére, Budapest, 1964
- Id. Jancsó Miklós és ifj. Jancsó Miklós, a két orvostudós, Budapest, 1968
- The chemotherapy of cancer, Budapest, 1969
- Gyógyszerrendelés, Budapest, 1969 (Issekutz Líviával)
- Die Geschichte der Arzneimittelforschung, Budapest, 1970